# Bayerische Uraufnahme

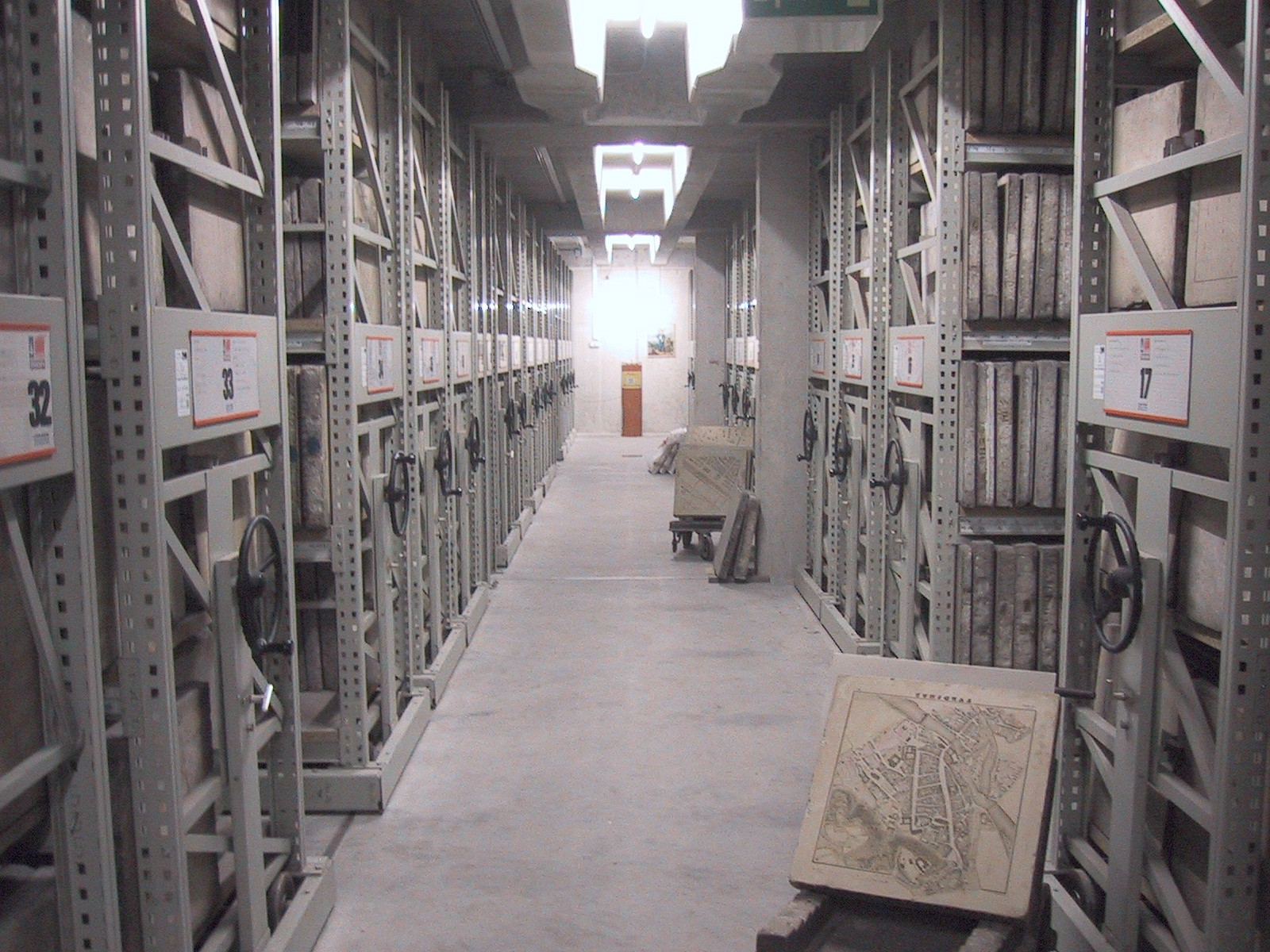
Lager der Uraufnahme-Druckplatten (Lithografiesteine) im Landesamt für Vermessung

Die Bayerische Uraufnahme war die topografische Landesvermessung des Königreichs Bayern, die 1808 König Maximilian I. Joseph angeordnet hatte und die bis 1864 dauerte.

## Vorgeschichte
Das Herzogtum Bayern wurde unter Herzog Albrecht V. von Philipp Apian kartografisch erfasst und in den Bairischen Landtafeln von 1568 dargestellt.
Nachdem die französische Armée du Rhin unter General Moreau 1800 München besetzt und keine genauen Landkarten vorgefunden hatte, wurde ein bureau topographique eingesetzt, das den Mangel beheben sollte.

### Topographisches Bureau
Nach dem Frieden von Lunéville gründete Kurfürst Maximilian IV. Joseph (der spätere König Maximilian I.), der von seinem Minister von Montgelas beraten wurde, am 19. Juni 1801 das Topographische Bureau, das eine „vollständige, astronomisch und topographisch richtige“ Karte von Bayern erstellen sollte.
Im gleichen Jahr wurde, angeleitet von dem französischen Militärgeographen Oberst Bonne (1771–1839), die Basislinie Unterföhring–Aufkirchen gemessen. Unmittelbar darauf begann man mit der Triangulation eines weiträumigen trigonometrischen Vermessungsnetzes, die bis 1828 dauerte. Der altbayerischen Basislinie folgte 1807 eine fränkische von Nürnberg nach Bruck und 1819 die rhein-bayerische von Speyer nach Oggersheim. Bei der Triangulation wurden die Hauptdreiecksnetzpunkte in Bayern festgelegt. Bereits 1807 hatte Oberst Bonne ein Dreiecksnetz der Punkte erster und zweiter Ordnung in Ober- und Niederbayern und der Oberpfalz erstellt. Die Helmspitze des Nordturms der Münchener Frauenkirche wurde dabei Nullpunkt der bayerischen Landesvermessung. Seit 1812 wurde der Topographische Atlas des Königreiches Bayern erstellt, der 1867 herausgegeben wurde.
Schon 1801 hatte Joseph von Utzschneider angeregt, innerhalb des Topographischen Bureaus ein Bureau de cadastre zu bilden. Nach seiner Entlassung im gleichen Jahr war dies nicht weiter verfolgt worden.
Verschiedene von Finanznöten erzwungene Versuche scheiterten, die Größe von Grundstücken als Grundlage der Grundsteuer auf vereinfachte Weise ohne weitere Einzelvermessung festzulegen.

## Königliche Unmittelbare Steuervermessungskommission
König Maximilian I. Joseph gründete 1808 die Königliche Unmittelbare Steuervermessungskommission, die Karten auf der Grundlage einer Detailvermessung für eine gerechte und vereinheitlichte Grundsteuer erstellen sollte. Durch die Gebietsveränderungen infolge der Napoleonischen Kriege waren eine Vielzahl verschiedener Grundsteuersysteme entstanden. Die Grundsteuer bildete seinerzeit die Haupteinnahmequelle des Staates.
Vorstand der Kommission wurde der wieder reaktivierte Utzschneider; Georg von Grünberger, Adrian von Riedl, Ignaz Ambrosius Amman, Ulrich Schiegg, Michael Riedl, Korbinian Badhauser und Thaddäus Lämmle waren Mitglied des Leitungsgremiums.
Da die Genauigkeit des bisherigen Netzes für die Vermessung einzelner Grundstücke nicht ausreichte, wiederholte Johann Georg von Soldner 1808 seine Vermessung mit dem neuen, von Georg Friedrich von Reichenbach entwickelten Repetitionstheodolit, der den bisherigen Instrumenten weit überlegen war.
Das Gelände wurde am Messtisch im Freien vermessen und kartiert. Zwischen 1808 und 1864 entstanden über 23.000 Messtisch- bzw. Uraufnahmeblätter. Der Besitz von Flächen wurde mit der entsprechenden Hausnummer des Besitzers gekennzeichnet. Auf der Grundlage dieser Blätter wurden dann Karten im Maßstab 1:5.000 und für Ortschaften im Maßstab 1:2.500, in Franken teilweise im Maßstab 1:1.250 gezeichnet und in der Lithographischen Anstalt der Kommission vervielfältigt. Außerdem wurden die Flächen der Grundstücke berechnet und ihre Ertragsfähigkeit geschätzt. In einer als „Liquidation“ bezeichneten Urkunde erkannten die Eigentümer die festgestellten Besitzverhältnisse an.
1811 wurde der Name der Kommission geändert in Königliche unmittelbare Steuerkataster-Kommission.
Später entwickelte sich daraus das königlich bayerische Grundsteuerkataster. Seit 1900 ist ein Teil der Daten Bestandteil des Grundbuches. Für die Weiterentwicklung und Fortschreibung des Katasters ist heute das Landesamt für Digitalisierung, Breitband und Vermessung Bayern zuständig. Im dortigen Steinkeller lagern die für die damaligen Lithografien notwendigen Druckplatten aus Solnhofener Plattenkalk.
Im BayernAtlas sind neben aktuellen Karten auch historische Karten in Form von Positionskarten und der Uraufnahmeblätter hinterlegt.

## Galerie

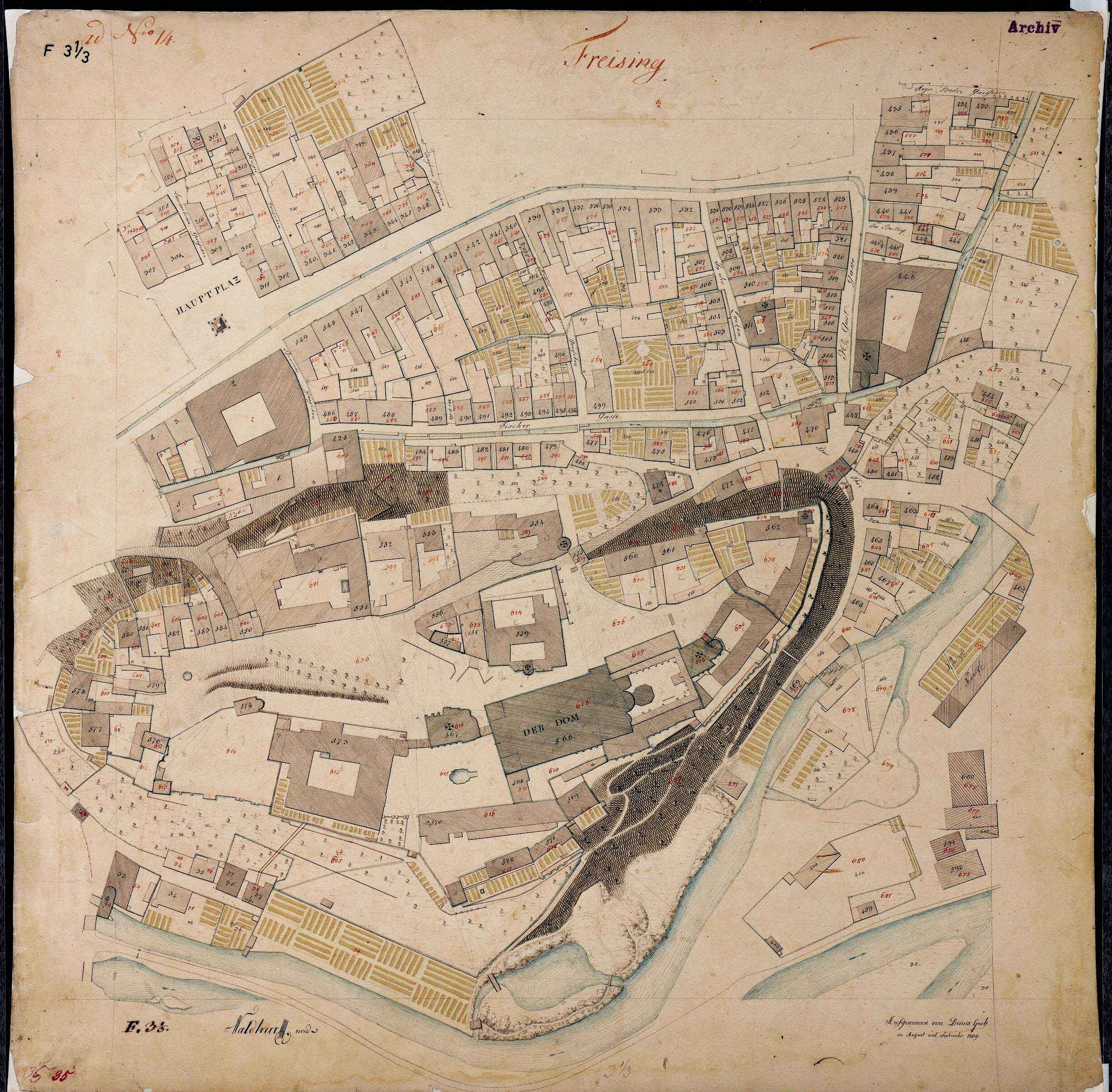
Ortsblatt (Uraufnahmeblatt) Freising (1809)
Flurkarte der Uraufnahme, Augsburger Innenstadt (zwischen 1828 und 1864)
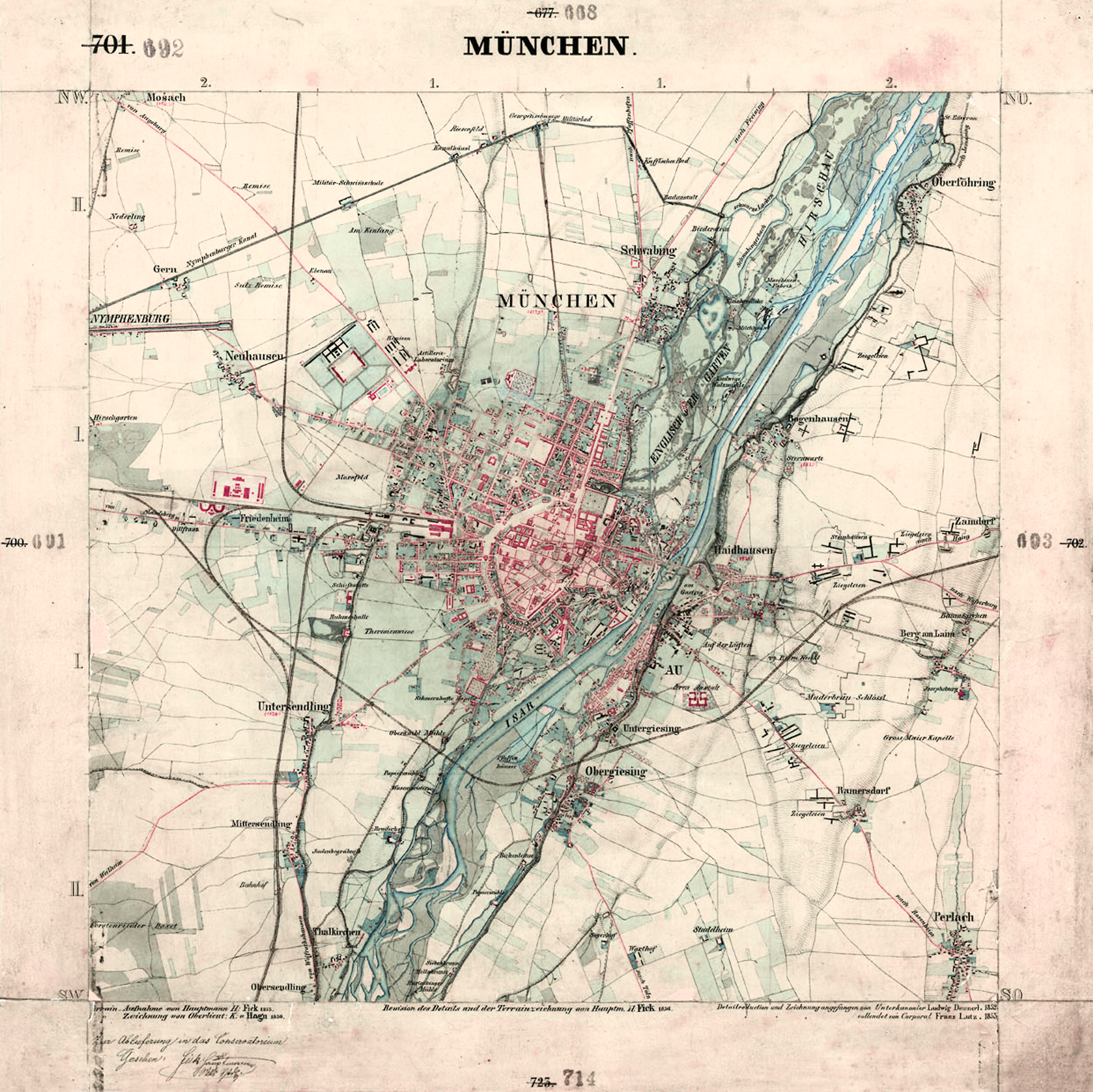
Urpositionsblatt 1:25.000, München (1853)
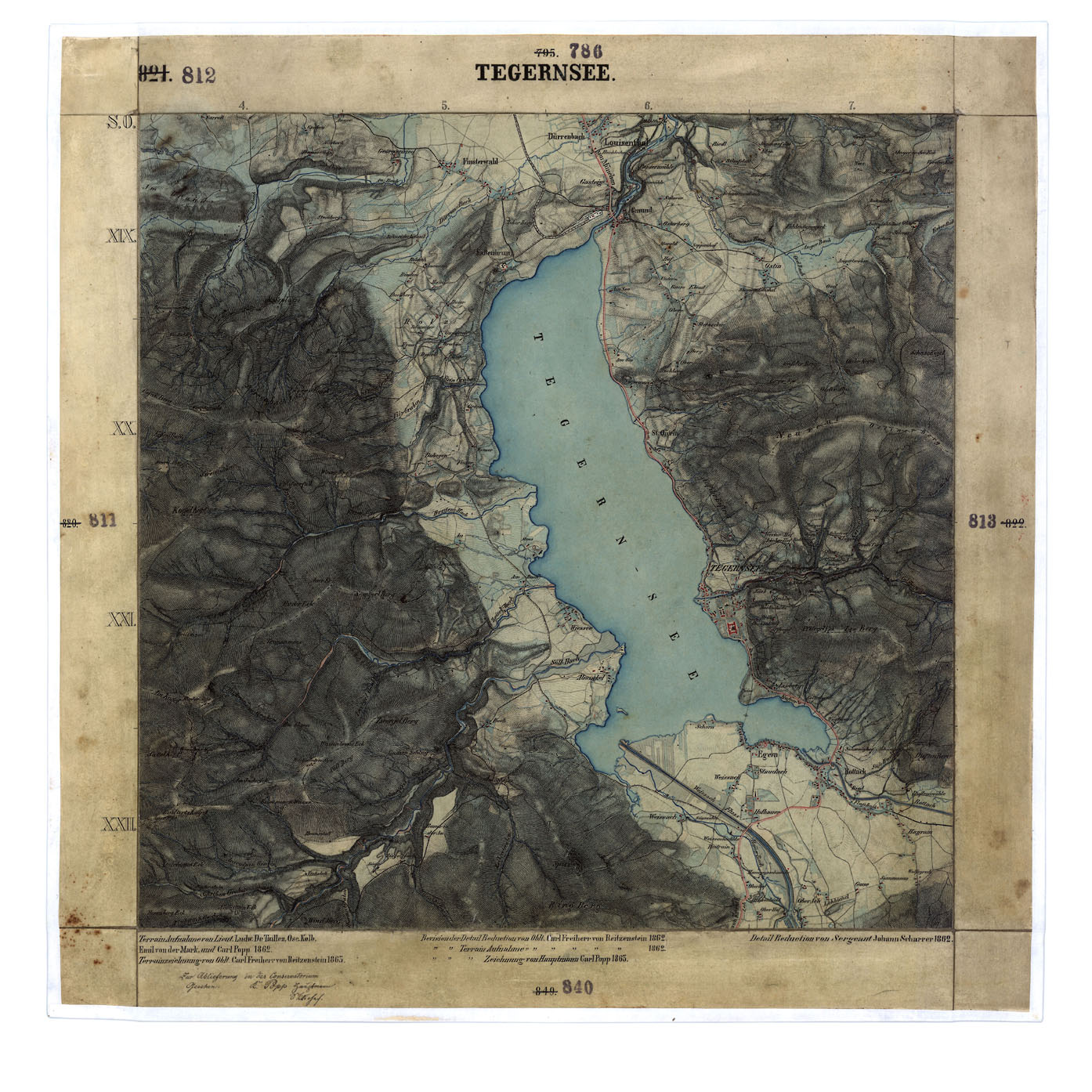
Urpositionsblatt 1:25.000, Tegernsee (1862)